# Platono-Aleksàndrovskoie
Platono-Aleksàndrovskoie (en rus: Платоно-Александровское) és un poble del krai de Primórie, a l'Extrem Orient de Rússia, que en el cens del 2010 tenia 269 habitants. Es troba al districte rural de Khankaiski.